# Beta Scuti
Beta Scuti (β Sct / HD 173764 / HR 7063) és una estrella a la constel·lació de l'Escut, Scutum, originalment Scutum Sobiescii, l'escut de Sobieski. És la segona més brillant de la mateixa, després d'α Scuti, i la seva magnitud aparent és +4,22.
Es troba a 916 ± 80 anys llum del sistema solar, d'acord amb la nova reducció de les dades de paral·laxi del satèl·lit Hipparcos.
Beta Scuti és una geganta lluminosa groga de tipus espectral G4IIa amb una temperatura superficial de 4.700 K.
És unes 3.100 vegades més lluminosa que el Sol i el seu radi és 84 vegades major que el radi solar, equivalent a 0,39 ua. La seva edat s'estima en uns 55 milions d'anys, quan va iniciar la seva vida com un estel calent B3 de la seqüència principal. Actualment, esgotat ja l'hidrogen, en el seu nucli té lloc la fusió d'heli en carboni i oxigen.
Beta Scuti és a més una estrella binària espectroscòpica amb un període orbital de 834 dies. L'acompanyant, de magnitud +8,5, és una estrella blanca de la seqüència principal de tipus A0V amb una lluminositat 40 vegades superior a la del Sol.